# Leptospermum liversidgei
Leptospermum liversidgei är en myrtenväxtart som beskrevs av Richard Thomas Baker och Henry George Smith. Leptospermum liversidgei ingår i släktet Leptospermum och familjen myrtenväxter. Inga underarter finns listade i Catalogue of Life.